# Horizon City, Texas
Horizon City là một thành phố thuộc quận El Paso, tiểu bang Texas, Hoa Kỳ. Năm 2010, dân số của xã này là 16735 người.